# Giro di Lombardia 2006
Setna edycja wyścigu Giro di Lombardia odbyła się w roku 2006. Długość trasy, która wiodła z Mendrisio do Como wyniosła 245 km. 
Wyścig wygrał Włoch, Paolo Bettini. Jest to pierwszy od 1998 roku przypadek, kiedy aktualny Mistrz Świata wygrywa "Wyścig Opadających Liści". Wtedy dokonał tego Oscar Camenzind.
Najlepszy (i jedyny startujący) z Polaków, Sylwester Szmyd, zajął 38. miejsce ze stratą 4'10" do zwycięzcy. 

## Top 10
| Miejsce | Zawodnik        | Kraj       | Team                             | Czas       |
| ------- | --------------- | ---------- | -------------------------------- | ---------- |
| 1       | Paolo Bettini   | Włochy     | Quick Step-Innergetic            | 6h 08' 06" |
| 2       | Samuel Sanchez  | Hiszpania  | Euskaltel - Euskadi              | 0'08"      |
| 3       | Fabian Wegmann  | Niemcy     | Team Gerolsteiner                | s.t"       |
| 4       | Cristian Moreni | Włochy     | Cofidis, le Credit par Telephone | 0'14"      |
| 5       | Davide Rebellin | Włochy     | Team Gerolsteiner                | 0'46"      |
| 6       | Matteo Carrara  | Włochy     | Lampre - Fondital                | s.t"       |
| 7       | Frank Schleck   | Luksemburg | Team CSC                         | s.t"       |
| 8       | Michael Boogerd | Holandia   | Rabobank                         | 0'48"      |
| 9       | Danilo Di Luca  | Włochy     | Liquigas                         | 2'32"      |
| 10      | Andrea Pagoto   | Włochy     | Ceramica Panaria-Navigare        | 3'53.      |